# فيصل اكسو
فيصل اكسو (بالتركية: Veysel Aksu)‏ هو لاعب كرة قدم تركي في مركز الوسط، ولد في 1985 في تورغوتلو في تركيا. شارك مع منتخب تركيا تحت 20 سنة لكرة القدم ومنتخب تركيا تحت 21 سنة لكرة القدم. أما مع النوادي، فقد لعب مع إسطنبول باشاكشهير وبورصة سبور وسامسون سبور وشانلي أورفا سبور وغازي عنتاب إف كيه وغيرسون سبور وقيصري إيرسيسبور وكايسري سبور ومعمورة العزيز سبور.

## وصلات خارجية
- فيصل اكسو على موقع اتحاد تركيا (لاعب) (الإنجليزية)
- فيصل اكسو على موقع قاعدة بيانات كرة القدم.إي يو (الإنجليزية)
- فيصل اكسو على موقع Soccerway.com (الإنجليزية)
- فيصل اكسو على موقع عالم كرة القدم.نت (الإنجليزية)